# گوهررود
رودخانه گوهررود یکی از دو رود شهر رودگذر رشت است. از ارتفاعات بالادست روستای عزیزکیان واقع در ۱۵ کیلومتری جنوب رشت سرچشمه می‌گیرد و پس از عبور از دهستان لاکان و ورود به شهر رشت و گذر از محله های پل طالشان، منظریه، پارک شهر، رازی،  قلی پور و پیربازار، سرانجام با پیوستن به دیگر رودخانه رشت یعنی رود زرجوب رودخانه پیربازار رود را تشکیل می‌دهد و از شمال شهر رشت خارج شده در انتها به دریای کاسپین و تالاب انزلی می‌ریزد.

## فاجعه زیست‌محیطی

### احداث سد و خطر خشک شدن
در حالی که امروزه  سد سازی با توجه به اثرات سوء زیست محیطی در بسیاری از کشورها خصوصا کشورهای توسعه یافته مورد تجدید نظر قرار گرفته و منسوخ شده و جنبش برچیدن سدهای ساخته شده چشم انداز تازه ای برای حفظ اکوسیستم  رودخانه ها و توسعه پایدار بوجود آورده است، متاسفانه مدیران محلی در گیلان کمر همت به خشکاندن  گوهر رود و به دنبال آن تالاب انزلی بسته اند. با اتمام مطالعات سد عزیزکیان توسط شرکت آب منطقه‌ای گیلان برای احداث در بالادست رودخانه گوهررود و در روستای سرسبز عزیزکیان خطر خشک شدن کامل این رودخانه در مسیر شهر رشت یا تبدیل شدن این رودخانه به کانال صرفاً فاضلاب به شدت تهدید می‌کند. باوجود اعلام مخالفت سازمان حفاظت محیط زیست ایران در سال ۱۳۹۳ با احداث این سد که منجر به خشک شدن این رودخانه شهری می‌شود. مسئولین شرکت آب منطقه‌ای گیلان در آذر ۱۳۹۴ اعلام کردند همچنان به دنبال احداث این سد کوچک و تخریب چهره زیست‌محیطی شهر رشت هستند.

### آلودگی
در گذشته این رودخانه از مکان‌های دیدنی رشت به‌شمار می‌آمد و در آن ماهیگیری نیز می‌شد. اما امروزه این رود با ورود پساب‌ها موجب آلودگی و انتقال این آلودگی‌ها به تالاب انزلی و ایجاد چهره ناخوشایند شهری می‌شود.
رودخانه‌های گوهررود و زرجوب رشت به کانال انتقال فاضلاب تبدیل شده‌است در فصل تابستان پساب بیمارستانی نیز به علت نبود بارش باران بهتر قابل مشاهده میباشد به طوری که رنگ اب رود خانه به سفید شیری و در بعضی اوقات بهرنگ سفید ابی در می اید که از این فاضلاب خالص در کشاورزی استفاده می‌شود و عواقبی خطرناک برای کشاورزان حاشیه رودخانه به وجود اورده از جمله ناراحتهای پوستی و عفونی این استان از استان‌های پرخطر در آلودگی آب است. و درحال حاضر هیچگونه رسیدگی به این وضعیت نمیشود حیات وحش این رودخانه به کلی نابود شده واز سوی سازمان محیط زیست گیلان هم هیچگونه اقدامی صورت نمیگیرد و رود خانه در مسیر خود به تالاب انزلی ریختهمیشود ودریارا الوده مینماید به امید روزی که طبیعت به جایگاه ازدست داده خود برگردد

#### فاضلاب بیمارستان‌ها
به جز یک بیمارستان (رسول اکرم) از مجموع ۱۴ بیمارستان دولتی، خصوصی و نظامی رشت پساب بقیه بیمارستان‌ها وارد رودخانه‌های رشت می‌شود. بیمارستان که خود یک ملجا برای بهداشت و درمان است یکی از عوامل اصلی آلایندگی این رودخانه‌ها و تهدیدکننده سلامت شهروندان در رشت به‌شمار می‌رود.
بیمارستان ۱۷ شهریور رشت که در سال ۱۳۹۳ توسط دانشگاه علوم پزشکی گیلان در حال نوسازی کامل است بدون احداث سیستم تصفیه فاضلاب با ایجاد سپتیک تانک و لوله‌گذاری در عرض خیابان در حوالی باغ محتشم فاضلاب بیمارستانی را مستقیم به رودخانه گوهر رود وارد می‌کند. در ۱۸ مرداد ۱۳۹۴ تصاویری از ورود مستقیم فاضلاب و مواد شوینده از بیمارستان توتون‌کاران رشت و ایجاد مشکل برای اندک موجودات باقی‌مانده که در این رودخانه زندگی می‌کنند (لاک‌پشت) منتشر شد.

#### عامل افزایش سرطان
وزارت نیرو و شرکت آب و فاضلاب گیلان به عنوان متولی اصلی و قانونی جمع‌آوری و تصفیه فاضلاب علی‌رغم دریافت وجه در قبوض ماهانه بابت فاضلاب تنها فاضلاب شهرها به رودخانه‌ها، دریای کاسپین و تالاب انزلی هدایت می‌کنند. آلودگی این رودخانه‌های رشت یکی از عوامل اصلی کسب رتبه نخست ابتلا به سرطان استان گیلان در ایران است.

## احیا
شرکت آب و فاضلاب گیلان در بخش پساب‌های ورودی، شرکت سهامی آب منطقه‌ای گیلان در بخش تملکت زمین‌های حریم رودخانه و شهرداری رشت در بخش زیباسازی از دستگاه‌های اجرایی اصلی در پاکسازی این رودخانه‌ها هستند. پس از انجام مطالعات پاکسازی باید تأیید مصوبه ۲۱۵ را از مجلس بگیرد و پس از آن به تأیید دولت یعنی شورای عالی اقتصاد برسد و مجوز فاینانس را از این شورا دریافت کند مانند به صورت ای پی سی اف انجام شود؛ که تاکنون از سوی مسئولین استان گیلان و نمایندگان اقدامی در رابطه صورت نگرفته‌است.
احداث سیستم تصفیه خانه فاضلاب صنعتی شهر رشت، ساماندهی جایگاه دفن زباله و کنترل شیرابه‌های زباله سراوان را از راه‌های حل بحران و رفع آلودگی این رودخانه اجرای طرح ساماندهی فاضلاب شهر رشت از راه‌های جلوگیری ورود آلودگی‌ها و افزایش آلاینده‌های این رودخانه‌ها است.
از بیمارستان‌های موجود در رشت فقط یک بیمارستان مجهز به سیستم تصفیه خانه است و فاضلاب بقیه بیمارستان‌ها مستقیم به رودخانه هدایت می‌شوند.
بهترین و ایده‌آل‌ترین حالت این است که تأسیس شبکه فاضلاب شهری به اتمام برسد باید هر بیمارستان تصفیه‌خانه مجزا داشته، شهرک صنعتی نیز هم مجهز به تصفیه خانه باشد و شیرابه‌ها نیز پس از تصفیه شدن و رسیدن به حد استاندارد به رودخانه تخلیه شوند.

### اقدامات

#### پروژه بانک جهانی
وزارت نیرو و شرکت آب و فاضلاب شهری گیلان به عنوان متولی و دستگاه مسئول اصلی جمع‌آوری فاضلاب شهری رشت در خرداد ماه ۱۳۹۱ اعلام کرد پس از دریافت صدها میلیون دلار پروژه بانک جهانی برای جمع‌آوری فاضلاب رشت فقط حدود یک سوم آن اجراشده و تنها ۱۰ درصد از کل پروژه در خط بهره‌برداری قرار دارد. این پروژه پس از ۵ سال با عدم مدیریت با ۱۰ درصد پیشرفت نیمه کاره رها شد تا همچنان فاضلاب رشت به رودخانه‌های این شهر سرازیر شود.

#### اقدامات جاری
مدیرعامل جدید شرکت آب و فاضلاب گیلان در مرداد ۱۳۹۳ اعلام کرد برای نجات و حفظ رودخانه‌های رشت باید فاضلاب شهر دارای شبکه بهداشتی و تصفیه خانه فاضلاب شود. شبکه فاضلاب رشت به چهار منطقه تقسیم شده که منطقه اول با ایستگاه پمپاژ PSW، در ماه‌های آتی ۲۰ درصد فاضلاب شهر را به تصفیه خانه فخب انتقال می‌دهد و برای انتقال ۸۰ درصد باقی‌مانده نیاز به اعتباری در حدود ۲۰۰ میلیارد تومان است.
با توجه به این که در حال حاضر از اعتبارات ملی و استانی برای پروژه فاضلاب رشت استفاده می‌شود برای اتمام سریعتر این شبکه و تصفیه خانه فاضلاب نیاز به منابع مالی دیگری است شرکت آبفا گیلان وعده استفاده از منابع جدید مالی از جمله بانک توسعه اسلامی و استقراض بانک ملی برای تکمیل این پروژه را داده است.
استاندار گیلان در مرداد ۱۳۹۳ لایروبی کامل رودخانه‌های زرجوب و گوهررود رشت را نیازمند اعتبارات کلان دانست و وعده داد تا با رایزنی در دولت اعتبارات ملی را برای پاکسازی این رودخانه‌ها جذب کند.
در مرداد ۱۳۹۳ رئیس شوارای شهر رشت نیز با توجه به وضع بحرانی این رودخانه‌ها خواستار رفع چالش‌های محله دفن زباله سراوان و لایروبی رودخانه‌های رشت با تعامل همه‌جانبه شد؛ و از هیئت دولت خواست در مسائل زیست‌محیطی به مانند معضل خشکی دریاچه ارومیه اقداماتی برای احیای رودخانه‌های رشت نیز انجام دهد. معضل دو رودخانه رشت در اجلاس ۴۷ رؤسای کلانشهرهای کشور در حضور هیئت دولت و رئیس سازمان حفاظت از محیط زیست مطرح می‌شود.
در مرداد ۱۳۹۳ طرح ملی ساماندهی دو رودخانه زرجوب و گوهررود توسط شورای چهارم شهر رشت را به کمسیون خاص امور کلانشهرهای هیئت دولت ارسال شده و در انتظار تصمیمات دولت است.
در آذر ۱۳۹۳ مهدوی فرماندار رشت وعده داد با توجه به مذاکرات با معاون برنامه‌ریزی و نظارت راهبردی رئیس‌جمهوری و سه تن از معاونان وزارت نیرو در تهران که در آن نمایندگان مردم رشت در مجلس شورای اسلامی نیز حضور داشتند مقرر شد تا منابع مورد نیاز برای رفع این چالش بزرگ رشت در سریع‌ترین زمان ممکن تخصیص یابد و در اولویت وزارت نیرو است.
با سفر حسن روحانی در فرودین ۱۳۹۴ به رشت و تخصیص ۵۰ میلیارد تومان برای شروع احیا رودخانه‌های رشت علاوه بر اعتبارات ملی و استانی، مدیرعامل شرکت آب و فاضلاب شهری گیلان در اردیبهشت ۱۳۹۴ وعده داد در حاشیه رودخانه‌های رشت ۱۰ تصفیه‌خانه لوکال احداث شود و هر سال دو تصفیه‌خانه برای دو رودخانه شهر رشت به بهره‌برداری برسد و تا سال ۱۳۹۷ فاضلاب شهری به رودخانه‌های رشت وارد نخواهد شد.